# ليو غونسالفيس
ليو غونسالفيس (25 مارس 1989 في البرازيل - ) هو لاعب كرة قدم برازيلي في مركز الوسط. لعب مع نادي ريو برانكو ونادي ساو باولو ونادي بوتافوغو اس بي ونادي موجي ميريم وGuaratinguetá Futebol ‏ وToledo Esporte Clube ‏.

## وصلات خارجية
- ليو غونسالفيس على موقع قاعدة بيانات كرة القدم.إي يو (الإنجليزية)
- ليو غونسالفيس على موقع Soccerway.com (الإنجليزية)